# Albugnano
Albugnano é uma comuna italiana da região do Piemonte, província de Asti, com cerca de 462 habitantes. Estende-se por uma área de 9 km², tendo uma densidade populacional de 51 hab/km². Faz fronteira com Aramengo, Berzano di San Pietro, Castelnuovo Don Bosco, Moncucco Torinese, Passerano Marmorito, Pino d'Asti.
Conatus sum sed defecit
ass: Denominador

## Demografia
| Variação demográfica do município entre 1861 e 2011                               |
|                                                                                   |
| Fonte: Istituto Nazionale di Statistica (ISTAT) - Elaboração gráfica da Wikipedia |